# Torres de Albarracín
Torres de Albarracín – gmina w Hiszpanii, w prowincji Teruel, w Aragonii, o powierzchni 28,31 km². W 2011 roku gmina liczyła 167 mieszkańców.